# Jüdischer Friedhof (Český Krumlov)
Koordinaten: 48° 48′ 56,4″ N, 14° 19′ 35,1″ O

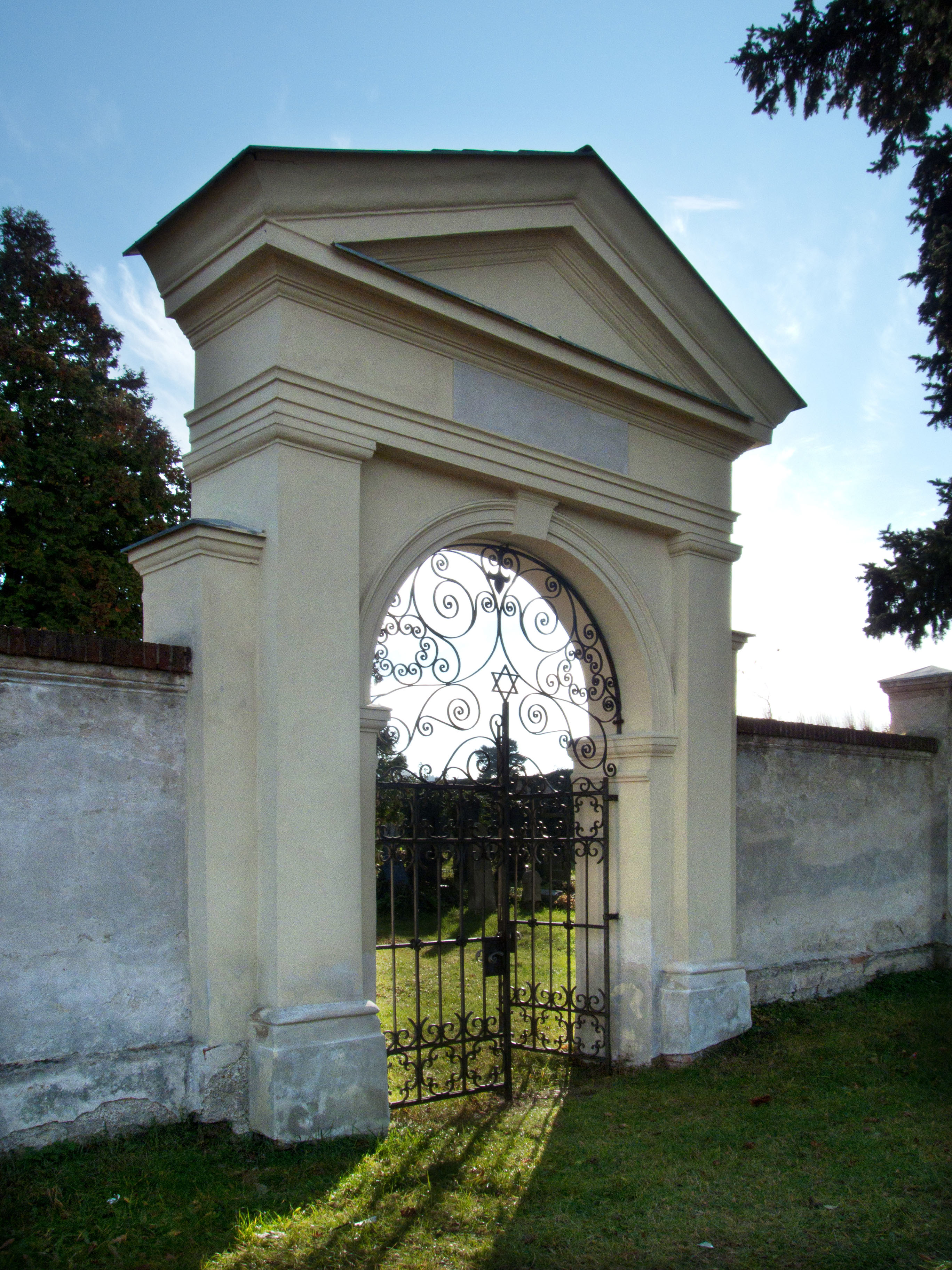
Eingang zum Friedhof

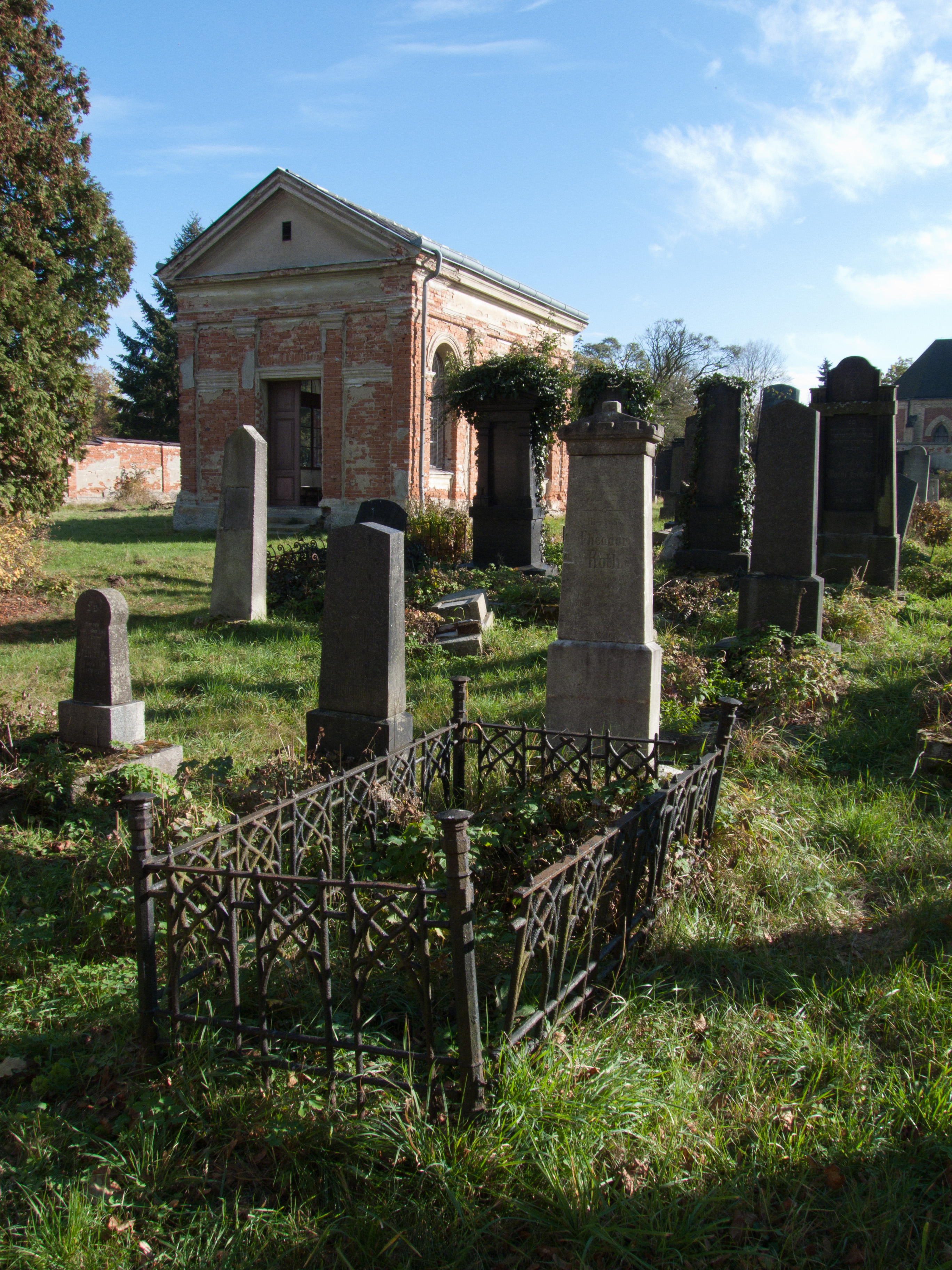
Gräber und Taharahaus

Der Jüdische Friedhof in Český Krumlov, deutsch Krumau (auch Böhmisch Krumau, Krumau an der Moldau oder Krummau), einer Stadt im Jihočeský kraj in Tschechien, wurde 1891 errichtet.

## Geschichte
Der Krumauer Papierindustrielle Ignaz Spiro hatte dafür gesorgt, dass Anfang der 1890er Jahre ein jüdischer Friedhof mit einem großen Taharahaus angelegt wurde. Zuvor waren die Verstorbenen der jüdischen Gemeinde Krumau auf dem jüdischen Friedhof in Rosenberg (Rožmberk nad Vltavou) bestattet worden.